# Schlacht bei Pułtusk (1703)
1. Phase: Schwedische Dominanz (1700–1709)
Dänischer Kriegsschauplatz (1700)
Humlebæk • Tönning I 
Livländ./ Estnischer Kriegsschauplatz (1700–1708)
Riga I • Jungfernhof • Varja • Pühhajoggi • Narva • Petschora • Düna • Rauge • Erastfer • Hummelshof • Embach • Tartu • Narva II • Wesenberg I • Wesenberg II
Ingermanländ./ Finnischer Kriegsschauplatz (ab 1701)
Archangelsk • Ladogasee • Nöteborg • Nyenschanz • Newa • Systerbäck • Petersburg • Wyborg I • Porvoo • Newa II • Koporje II • Kolkanpää
Litauisch-weißrussischer Kriegsschauplatz (1702–1706)
Vilnius • Saladen • Jakobstadt • Gemauerthof • Mitau • Grodno I • Olkieniki • Njaswisch • Klezk • Ljachawitschy
Polnischer Kriegsschauplatz (1702–1706)
Klissow • Pułtusk • Thorn • Lemberg • Warschau • Posen • Punitz • Tillendorf • Rakowitz • Praga • Fraustadt • Kalisch 
Russischer Kriegsschauplatz (1708–1709)
Grodno II • Golowtschin • Moljatitschi • Rajowka • Lesnaja • Desna • Baturyn • Koniecpol • Weprik • Opischnja • Krasnokutsk • Sokolki • Poltawa I • Poltawa II
2. Phase: Schweden in der Defensive (1710–1721)
Baltischer und Finnischer Kriegsschauplatz (bis 1714)
Riga II • Wyborg II • Pernau • Kexholm • Reval • Hogland • Pälkäne • Storkyro • Nyslott • Hanko 
Schwed./Norwegischer Kriegsschauplatz (1710–1721)
Helsingborg • Køge-Bucht • Bottnischer Meerbusen • Frederikshald I • Dynekilen-Fjord • Göteborg I • Strömstad • Trondheim • Frederikshald II • Marstrand • Ösel • Göteborg II • Södra Stäket • Grönham • Sundsvall
Norddeutscher Kriegsschauplatz (1711–1716)
Elbing • Wismar I • Lübow • Stralsund I • Greifswalder Bodden I • Stade • Rügen • Gadebusch • Altona • Tönning II • Stettin • Fehmarn • Wismar II • Stralsund II • Jasmund • Peenemünde • Greifswalder Bodden II • Stresow 
In der Schlacht bei Pultusk am 21. April (schwed.)/1. Mai 1703 (greg.) 1703 wurde im Zuge des Großen Nordischen Krieges ein sächsisch-litauisches Heer von einer Kavallerieabteilung unter Befehl von Karl XII. geschlagen.

## Vorgeschichte
| \| Schlacht bei Pułtusk (1703) \| |
| Lage des Schlachtfeldes           |
| Schlacht bei Pułtusk (1703)       |

In den ersten Monaten des Jahres 1703 ruhte der Krieg in Polen. Im März brach Karl XII. mit seinem Heer in Richtung Warschau auf, das er Anfang April erreichte. Anfang April 1703 verließ August II. Dresden nach Thorn und Marienburg, um von dort den neuen Feldzug zu beginnen. August II. hatte nach der Niederlage im Vorjahr in der Schlacht bei Klissow die Zeit genutzt, ein neues sächsisch-litauisches Heer zu errichten. Dieses Heer lagerte bei Pułtusk. Karl XII. beschloss, dieses Heer zu vernichten. Mit einem starken Heer ritt er aus Warschau aus. Aufgrund der vielen Wasserläufe, die zu passieren waren, ließ er Infanterie und Artillerie zurück. Mit der Kavallerie überschritt er den Bug und erreichte am 21. April (schwed.)/1. Mai 1703 (greg.) 1703 Pultusk. Die Stadt lag damals nur auf einer Insel im Narew.

## Verlauf
Feldmarschall Adam Heinrich von Steinau, der das sächsische Heer kommandierte, ahnte nichts von der tatsächlichen Stärke der Schweden und erwartete zuerst nur ein kleineres Gefecht. Als er die gesamte Kavallerie erblickte, ging er davon aus, dass auch die schwedische Infanterie zugegen sei. Er ließ seine Truppen sofort in die Stadt zurückziehen. Karl XII. ließ den Rückzugsweg der Sachsen durch ein Dragonerregiment abschneiden. Es gelang den schwedischen Dragonern gleichzeitig mit den Sachsen in die Stadt einzudringen, worauf Karl XII. mit der restlichen Kavallerie in die Stadt einströmte. Litauer und Sachsen flohen fast ohne Widerstand über die Brücke des Südarms der Narew aus der Stadt. Sie zerstörten diese Brücke zu früh, um die Verfolgung durch die Schweden zu verhindern. Durch den Ausfall des einzigen Fluchtwegs wurden viele Sachsen, die sich noch in der Stadt befanden, abgeschnitten und wurden von den eindringenden Schweden niedergemacht, in den Fluss getrieben oder gefangen genommen. Bald konnte die Südbrücke wiederhergestellt werden, so dass die Verfolgung der fliehenden Sachsen und Litauer wieder aufgenommen werden konnte.

## Ergebnis
Bei der Schlacht wurden nur zwölf Schweden getötet; Sachsen und Litauen hingegen hatten mehrere hundert Tote zu beklagen, dazu kamen rund 700 Gefangene. Feldmarschall Steinau konnte entkommen, während August II. sich in Marienburg aufgehalten hatte, wo er ein Schauspiel verfolgte, in dem die Sachsen die Schweden besiegten.